# Agustín Morales Hernández
Agustín Morales Hernández (La Paz, 11 de março de 1808 — La Paz, 27 de novembro de 1872)  foi um político boliviano e presidente de seu país entre 15 de janeiro de 1871 e 27 de novembro de 1872.